# Чарторыйское княжество
Чарторыйское княжество — удельное княжество XIV—XVIII веков в составе Великого княжества Литовского (с 1569 года — Речи Посполитой) с центром в городке Чарторыйск. Располагалось на Севере Волыни. Правила одна из ветвей литовского рода Ольгердовичей — Чарторыйские.

## История
по мнению украинского исследователя Леонтия Войтовича, Чарторыйский удел правдоподобно был образован в 1384—1392 годах, когда великий князь Литовский Ягайло пытался подчинить Волынское княжество и уменьшить владение Федора Любартовича, который стал его вассалом. Константин Ольгердович поддерживал во всем брата Ягайло. Вместе с ним служил великому князю его сын Василий. На благодарность последнего около 1384 года предоставлено Чарторыйский удел с титулом князя. В пользу этого предположения свидетельствуют летописные сообщения о сыновьях Василии Константиновиче. Они названы Чарторыйскими, что свидетельствует, что по крайней мере их отец владел этим княжеством. Также возможно, что Чарторыйское княжество получил Константин Ольгердович от великого князя Волынского Любарта. Поддержка Ягайло была вызвана желанием сохранить княжеское владение и получить соответствующие привилегии.
В 1440 году после убийства князьями Иваном и Александром Васильевичами великого князя Литовского Сигизмунда Кейстутовича Чорторыйское княжество было конфисковано, а убийцы бежали в великое княжество Московское. Но в том же году передан другому брату Михаилу, который в последние годы жизни Свидригайло управлял Восточным Подольем. В 1442 году польский король Владислав III Варненчик подтвердил статус княжества.
Лишь в 1460 году Иван Васильевич получил прощение и восстановление Чарторыйского княжества, которое впоследствии передал брату Александру. В 1547 году из Чарторыйского княжества было выделено Клеванское княжество, которое получила младшая ветвь Чарторыйских.
С 1540-х годов княжество вместе с другими волынскими идлами превращается в объект нападения Крымского ханства и ногайских орд. В свою очередь главы Черторыйского княжества активно участвуют в обороне Волыни Подолья, особенно с начала 1570-х годов.
После 1571 года княжество стало постепенно распадаться на ряд частных владений. Наряду с этим число владений семьи Чарторыйских благодаря бракам с членами других княжеских семей все время росло, хотя эти владения уже не имели характера удела. Впрочем, старшие в роде продолжали формально считаться удельными князьями и соответственно титуловались князьями на Чарторыйске и Литовеже. В это время княжество фактически утратило статус вассального, автономного и удельного владения.
К началу XVIII века Чарторыйское княжество было в значительной степени распродано более состоятельным князьям, к 1730-м годам фактически прекратило существование. Формально чарторыйское княжество было ликвидировано в 1793 году при решении русского правительства после Второго раздела Речи Посполитой.

## Управление
Относились к «главным княжатам». Князья не подлежали местной администрации (уездной или воеводской), только в некоторых вопросах великому князю литовскому или польскому королю. Здесь безраздельно господствовало княжеское право (лат. jus ducale), благодаря чему оно фактически превратилось в государство в государстве. Суверенность землевладения относилась к основополагающим элементам княжеского права. Также правители значительных княжеств выводили собственные вооруженные отряды (почты) под родовым гербом, а коррогвами Волынского воеводства.

## Экономика
Основой хозяйства являлись земледелие и торговля. Наибольшего экономического развития княжество достигло в 1540—1570-х годах. С конца XVI века начинается упадок. Даже столица — Старый Чарторыйск — была продана минскому воеводе Яну Пацу в 1601 году за 400 тыс. польских злотых. Чортория по люстрации 1629 года имела 90 дымов. На правом берегу Случи в то время возникла Новая Чортория, но и она не стала более или менее крупным центром. Мощный удар нанесли боевые действия во время освободительной войны украинского народа во главе с Богданом Хмельницким, а затем события Руины.

## Князья Чарторыйские
- Константин Ольгердович Чарторыйский
- Василий Константинович Чарторыйский
- Иван Васильевич Чарторыйский
- Александр Васильевич Чарторыйский
- Михаил Васильевич Чарторыйский
- Семён Александрович Чарторыйский
- Фёдор Михайлович Чарторыйский
- Александр Фёдорович Чарторыйский
- Михаил Александрович Чарторыйский
- Юрий Иванович Чарторыйский
- Николай Ежи Чарторыйский
- Михаил Ежи Чарторыйский